# Konstantinos Manos

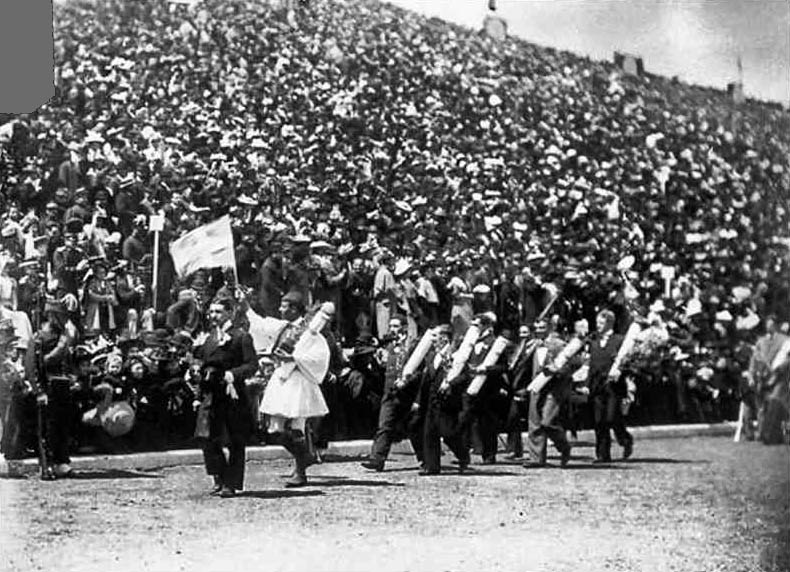
La parata dei vincitori, durante la cerimonia di chiusura delle Olimpiadi del 1896; a sinistra, Konstantinos Manos precede Spyridōn Louīs (in bianco) e gli altri medagliati

Konstantinos Manos (in greco Κωνσταντίνος Μάνος?; 1869 – 1913) è stato un poeta, sportivo e politico greco.

## Biografia
Membro della famiglia fanariota dei Manos, fece parte degli organizzatori dei Giochi della I Olimpiade, oltre che essere a capo degli addetti allo stadio Panathinaiko. Condusse la parata dei vincitori, durante la cerimonia di chiusura, davanti a Spyridōn Louīs.
Venne poi eletto deputato al Parlamento ellenico. Combatté a Creta, dove partecipò alla rivolta di Therissos, e durante le Guerre balcaniche. Morì in un incidente aereo il 4 aprile 1913, mentre effettuava un volo di ricognizione sulla zona di Salonicco durante la prima guerra balcanica. Insieme ad Emmanuel Argyropoulos, che lo accompagnava, divenne uno dei primi due greci a morire in un incidente aereo.
Konstantinos era lo zio di Aspasia Manos, principessa di Grecia e sposa di Alessandro I.